# Królewskie Wojska Jugosłowiańskie w Ojczyźnie
Królewskie Wojska Jugosłowiańskie w Ojczyźnie (serb.-chorw. Kraljevska Jugoslovenska Vojska u Otadžbini) – partyzanckie oddziały działające na obszarze okupowanej Jugosławii w latach 1942–1945. Popularna nazwa „czetnicy” (serb.-chorw. četnici, четници) pochodzi od serbskiego słowa „czeta” (serb.-chorw. četa, чета), oznaczającego oddział.
Po agresji wojsk Osi i kapitulacji Królestwa Jugosławii w kwietniu 1941 r., natychmiast rozpoczął się opór przeciwko okupantom. Już w połowie maja płk. Dragoljub Mihailović, były dowódca jugosłowiańskiej 2 Armii, zaczął organizować w rejonie Ravnej Gory w środkowej Serbii ruch konspiracyjny czetników. Był on wierny dynastii Karadziordziewiciów i opowiadał się za przywróceniem monarchii po wojnie. Głosił jednak hasła wielkoserbskie, które nie odpowiadały innym narodom Jugosławii. Po pewnym czasie płk D. Mihailović objął zwierzchnictwo nad całością sił czetnickich działających w różnych częściach Jugosławii.
Ich głównym wrogiem była Narodowa Armia Wyzwolenia Jugosławii podporządkowana Josipowi Broz Ticie. Stąd nawiązywano kolaborację zarówno z Niemcami, jak też Włochami. Walczyli jednak też z chorwackimi ustaszami. Ponadto w październiku 1941 r. płk D. Mihailović zawarł porozumienie z gen. Milanem Nediciem, przywódcą marionetkowej Serbii.

## Cele, podstawowe informacje
Celem ruchu czetników było utrzymanie monarchii jugosłowiańskiej i zapewnienie bezpieczeństwa etnicznego ludności serbskiej, a w końcu utworzenie tzw. Wielkiej Serbii poprzez realizacje czystek etnicznych na nie-Serbach zamieszkujących tereny zdaniem czetników należące historycznie do Serbii. Czystki miały doprowadzić do utworzenia z Serbii kraju jednorodnego etnicznie. Czetnicy prowadzili politykę terroru w celu wypędzenia z Serbii grup nieserbskich. Na wiosnę 1942 roku, Mihailović w swoim dzienniku napisał o tym, że z kraju należy pozbyć się mniejszości muzułmańskiej, miało się to odbyć poprzez exodus muzułmanów do Turcji lub innego kraju. W 1941 roku Mihailović wydał Instrukcije (Instrukcję), według której czetnicy mieli oczyścić terytorium Serbii z ludności nieserbskiej. Według niektórych historyków instrukcja ta została w rzeczywistości sfałszowana przez czetnickiego dowódcę Djurišića.
Relacje między czetnikami a partyzantami z NOVJ były od początku niespokojne, jednak od października 1941 roku przerodziły się one w konflikt na pełną skalę. Panetniczna polityka Tity dla czetników wydawała się antyserbska, natomiast czetnicki rojalizm był przekleństwem dla komunistów.

## Historia

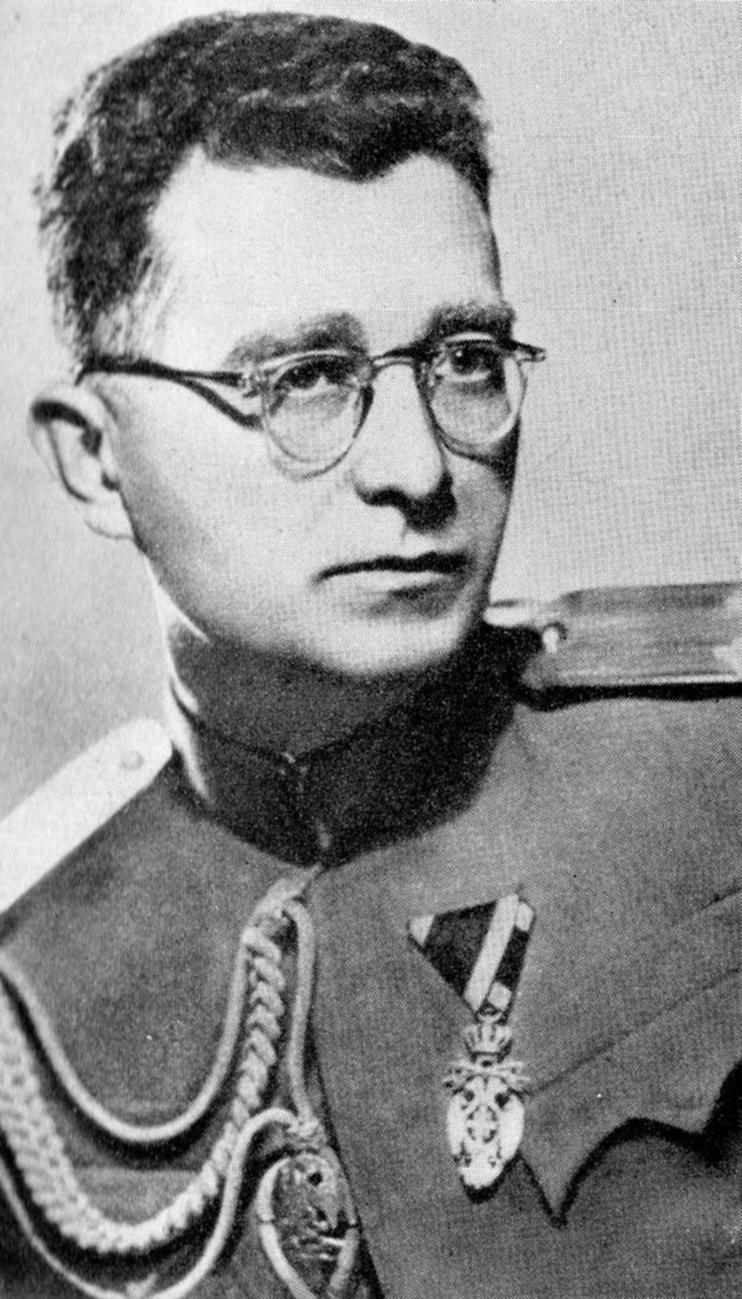
Generał Mihailović przed wojną

Ruch czetnicki narodził się w połowie maja 1941 roku w środkowej Serbii.
W 1942 r. nawiązał kontakt z jugosłowiańskim rządem emigracyjnym z siedzibą w Londynie. W rezultacie uzyskał jego poparcie, a oddziały czetnickie zostały uznane za jedyne legalne siły zbrojne, uzyskując oficjalną nazwę Królewskie Wojska Jugosłowiańskie w Ojczyźnie. Na ich czele stanął formalnie król Piotr II, zaś płk D. Mihailović został mianowany ministrem wojny i objął funkcję szefa sztabu, choć faktycznie był ich komendantem. W okresie wojny następował ich duży rozrost liczebny z ok. 80 tys. ludzi pod koniec 1942 r. do ponad 110 tys. w 1943 r.
Królewskie Wojska Jugosłowiańskie w Ojczyźnie w pierwszych miesiącach wojny cieszyły się poparciem Wielkiej Brytanii, USA, rządu emigracyjnego króla Piotra II, a nawet Związku Radzieckiego.
W październiku 1941 roku Mihailović nawiązał kontakty z kolaboracyjnym rządem Serbii Milana Nedicia i współpracę z włoskimi wojskami okupacyjnymi, z którymi w styczniu 1942 roku podpisał formalne porozumienie o wzajemnej nieagresji. 27 października 1941 roku w miejscowości Brajići Mihailović spotkał się z liderem komunistów, Tito. Celem spotkania było wypracowanie porozumienia, jednak porozumienie osiągnięto jedynie w drugorzędnych sprawach. Tito natomiast zaproponował Mihailovićowi wspólne walki z Niemcami. 19 września i 27 października 1941 roku, Tito przeprowadził nieudane rozmowy z Mihailovićem. Po jednym ze spotkań grupa oficerów czetnickich próbowała samowolnie dokonać zamachu na lidera NOVJ, zamachowców powstrzymał Mihailović.

### Rozpoczęcie kolaboracji z Niemcami i Włochami
W praktyce natychmiast po spotkaniu, Mihailović rozpoczął przygotowania do ataku na partyzantów Tity. 28 października czetnicy spotkali się z Josefem Matlem, niemieckim oficerem odpowiedzialnym za zbrojenia, zaproponował on Mihailovićowi układ w zamian za broń. 1 listopada czetnicy zaatakowali siedzibę partyzantów w Užicach, jednak zostali odparci. 3 listopada Mihailović przełożył spotkanie z niemieckimi oficerami ze względu na to, że konflikt między czetnikami a titoistami wymagał jego obecności w sztabie organizacji. Spotkanie odbyło się 11 listopada w Belgradzie, sprawą kontrowersyjną jest, czy inicjatywa wyszła od Niemców, czy od samego Mihailovića. W negocjacjach z Niemcami Mihailović zapewnił ich, że jego celem nie jest walka przeciwko okupantom i że nigdy nie zawiąże z komunistami porozumienia dlatego, że według niego w ich szeregach znajdują się cudzoziemcy: Bułgarzy, Chorwaci, Żydzi, Węgrzy i muzułmanie. Mihailović zaproponował zaprzestanie działalności w miastach i wzdłuż głównych szlaków komunikacyjnych. Do ostatecznego porozumienia nie doszło ze względu na niemieckie żądania kompletnej kapitulacji czetników. Po nieudanych próbach Niemcy próbowali aresztować Mihailovića.
Czetnicy znaleźli się w trudnej sytuacji, gdy w Czarnogórze lokalni przywódcy czetników; Pavle Đurišić i Stanišić zawarli porozumienia z Włochami i zwalczali razem z nimi partyzantów Tito. Sam Mihailović przyjął nominację Blažo Đukanovicia jako dowódcy sił nacjonalistycznych w Czarnogórze. Mihailović zatwierdził plan zniszczenia oddziałów komunistycznych, wykorzystując do tego kontakty regionalnych dowódców czetników z Włochami, dzięki temu zdobył od Włochów żywność, broń i amunicję. 1 grudnia Pavle Đurišić zorganizował konferencję jednostek czetnickich w Šahovići. Na kongresie czetników, zdaniem Stevana Pavlovicia, przedstawiano poglądy ekstremistyczne i nietolerancyjne. Mihailović i Đukanović nie wzięli udziału w spotkaniu, które - jak się okazało - zostało zdominowane przez Đurišića, a Mihailović poinformował podwładnych, że jednostki partyzanckie są pełne bandytów.

### Walki z NOVJ
Po nieudanych rozmowach czetnicy włączyli się w niemiecki pościg za Titą, Mihailović dostarczył czetnickiej policji fotografię Tity i fotografię radcy Lebiediewa, podejrzewanego o bycie mitycznym Titą z zapytaniem, czy jest to ta sama postać. Odpowiedź belgradzkiej policji była negatywna. Czetnicy torturowali schwytanych członków ruchu oporu, aby wydobyć z nich informacje na temat prawdziwej tożsamości Tity. Starania te nie przyniosły efektu, a postać Tity stała się ważnym elementem propagandowym partyzantów.
We wrześniu 1941 roku wraz z Niemcami i oddziałami kolaboranckimi (ustaszami, domobranami i nediczowcami) wzięli udział w ofensywie przeciwko partyzanckiej Republice Užičkiej. Tito, chcąc powstrzymać natarcie czetnickie, zaproponował czetnikom pokaźne liczby broni wyprodukowane w fabryce w Užicach. Rozmowy zostały jednak zatrzymane na skutek naporu wojsk niemieckich.
W 1942 roku czetnicy zostali znacznie osłabieni na skutek fali dezercji i przejść do oddziałów Tity.
Czetnicy wsparli IV ofensywę niemiecką. Oddziały czetników uniemożliwiały ewakuację partyzantów. Czetnicy wystawili przeciwko uciekającym partyzantom liczącą 18 tysięcy partyzantów armię.
W starciach wojny domowej, która w rzeczywistości trwała podczas II wojny światowej na obszarze okupowanej Jugosławii, przewagę uzyskali komuniści, wyzwalając coraz większe rejony kraju. W tej sytuacji Wielka Brytania i inni alianci przerzucili swoje poparcie na siły podległe J. B. Ticie, narzucając jugosłowiańskiemu rządowi emigracyjnemu zerwanie porozumienia z czetnikami. Do poparcia Tity i uznania jego wojsk za jedyne oddziały alianckie w Jugosławii przez Brytyjczyków doszło jeszcze zanim zrobili to Sowieci. Na konferencji w Teheranie NOVJ formalnie uznane zostały też przez króla Piotra II i amerykańskiego prezydenta Franklina Roosevelta.
17 czerwca 1944 roku na wyspie Vis, doszło do podpisania umowy między Ivanem Šubašiciem, premierem rządu i Titą, na mocy której miała być utworzona wspólna Armia Jugosłowiańska, a zarazem scalono rząd na wygnaniu z rządem partyzanckim. Po odmowie przystąpienia do niej większości czetników, płk D. Mihailović 29 sierpnia stracił funkcję ministra i szefa sztabu, a jego oddziały straciły status Królewskich Wojsk Jugosłowiańskich w Ojczyźnie. 12 września nowym szefem sztabu został Tito, a król wezwał wszystkich Jugosłowian do uznania rządu Tity i stwierdził że ci, którzy są przeciwnikami partyzantów, są zdrajcami.
Zdarzała się też współpraca partyzantów i czetników, aż do początku 1942 roku, gdy w Bośni i Hercegowinie działali niemal wyłącznie partyzanci serbscy i ściśle współpracowali oni z czetnikami.

## Zakończenie wojny
Czetnicy nadal prowadzili walkę z komunistycznymi partyzantami aż do końca wojny.
We wrześniu 1944 roku, gdy ZSRR zajął Rumunię i Bułgarię (tym samym wycofując je z wojny), oddziały Armii Czerwonej wkroczyły na granicę z Jugosławią. Czetnicy nie byli na to przygotowani, a przez cały okres wojny ich propaganda starała się wykorzystać prorosyjskie i pansłowiańskie sympatie większości ludności serbskiej. W propagandzie rozróżniono Rosjan i ich komunistyczne władze, które były stalinowskie, a partyzantów jugosłowiańskich, którzy mieli być rzekomo trockistami. 10 września misja czetnicka z około 150 partyzantami na czele z podpułkownikiem Velimirem J. Piletićem przekroczyła Dunaj i przedostała się do Rumunii, gdzie nawiązała kontakt z oddziałami radzieckimi. Celem wizyty było nawiązanie porozumienia z ZSRR: mediacja Sowietów w wojnę domową i organizacja oraz nadzorowanie wolnych wyborów.
Także podpułkownik Keserović nawiązał współpracę z Sowietami. W połowie października jego żołnierze spotkali się z wojskami zbliżającymi się do wschodniej Serbii z obszaru Bułgarii. Dowódca wojsk ACz nakazał Keserovićowi wstąpienie do oddziału partyzantów Tito. Inny z oficerów, kapitan Pedrag Raković walczył pod dowództwem radzieckim, a jego partyzanci pomogli zająć Čačak. Współpraca Rakovicia i wojsk ACz została przerwana po proteście ze strony Tity, a sami czetnicy wycofali się w inny region.
Generał D. Mihailović został schwytany w 1946 r., po czym skazano go na śmierć w pokazowym procesie i stracono.

## Czystki etniczne

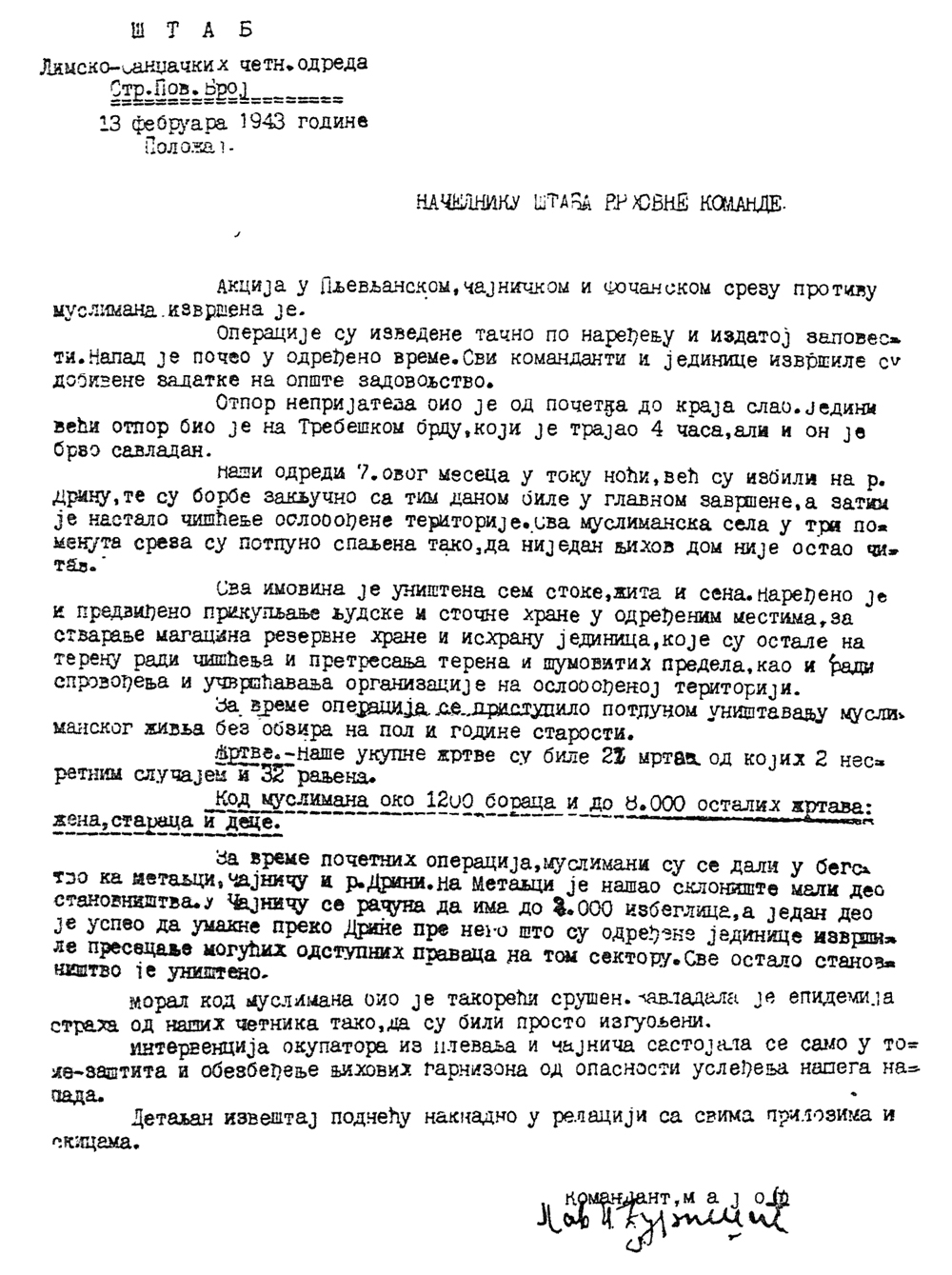
Raport Pavle Đurišića dotyczący masakry dokonanej przez jego oddziały w Čajniče i Foča

Na czele czarnogórskich czetników stał Pavle Đurišić. Region Czarnogóry był miejscem krwawych czystek etnicznych. Na początku stycznia 1942 roku Đurišić spotkał się z Mihailovićiem, od którego dostał szczegółowe instrukcje, zawierające wskazówki ludobójstwa i eksterminacji ludności muzułmańskiej z Sandżaku oraz Chorwatów i muzułmanów z Bośni i Hercegowiny. Historycy, tacy jak Lucien Karchmar, Stevan K. Pawłowicz i Noel Malcolm uważają, że dokument ten został sfałszowany przez samego Đurišicia i miał być wykorzystany przeciwko Mihailovićowi. Matteo J. Milazzo, Jozo Tomaszewicz i Sabrina P. Ramet, uważają, że dokument jest autentyczny i przypisują instrukcję Mihailovićiowi. Đurišić miał początkowo mały wpływ na ludność czarnogórską i nie był w stanie podjąć walki z Włochami lub konkurencyjnymi oddziałami partyzanckimi. Na początku 1942 roku jego oddział stał się bardziej aktywny we wschodniej Czarnogórze i Sandżaku, gdzie podjął akcję represji muzułmanów. Partyzanci w styczniu i lutym 1942 roku zajęli miejscowość Kolašin, zabijając tam ponad 300 osób uznanych za realną lub potencjalną opozycję. Zwłoki ofiar wrzucili do dołów nazwanych „psim” cmentarzem.
4 maja Đurišić został schwytany wraz z kilkoma swoimi oficerami przez Niemców. Najpierw został przewieziony do Berlina, a w lipcu osadzony w obozie w Stryju. 27 sierpnia udało mu się uciec i poprzez Węgry dostał się do Serbii. Tam jednak ponownie został aresztowany, ale dzięki interwencji gen. Milana Nedicia, szefa marionetkowego państwa serbskiego, szybko go uwolniono. Po uwolnieniu podpisał umowę z włoskim generałem Birolim, który zorganizował i uznał trzy oddziały czetników, służące jako oddziały pomocnicze przeciwko partyzantom. Oddziały zostały uzbrojone i opłacone przez Włochów, a w ich skład weszło 4,5 tys. czetników, z czego 1,5 tys. było pod dowództwem Đurišića.
Wspólnie z okupantem Đurišić utworzył kolaboracyjny komitet, nazywany przez Włochów Komitetem Nacjonalistycznej Czarnogóry. Celem komitetu było „zniszczenie komunizmu”, w praktyce oznaczało to działania, które miały być skierowane przeciwko włoskim władzom okupacyjnym.
W grudniu 1942 roku, zaniepokojeni możliwością lądowania aliantów, Niemcy uruchomili ofensywę przeciwko partyzantom w Bośni i Hercegowinie. Wielkość ofensywy wymagała zaangażowania Włochów i kolaborantów chorwackich, Włosi wystawili do operacji czetników, w tym Đurišića. Raport Đurišicia z dnia 13 lutego 1943 roku informuje o masakrze muzułmanów w powiatach Čajniče i Foča w południowo-wschodniej Bośni i Hercegowinie. Na początku stycznia 1943 roku, dowództwo czetników nakazało Đurišićowi eksterminację muzułmanów w Bjelo Polje w Sandżaku. 10 stycznia 1943 roku, czetnicy Đurišicia spalili 33 wioski, zamordowali 400 żołnierzy samoobrony muzułmańskiej (także ta była popierana przez Włochów), a ponadto zamordowali 1000 muzułmańskich kobiet i dzieci. W połowie lutego oddział dopuścił się kolejnych czystek etnicznych (w Pljevlja, Čajniče i Foča). W raporcie do Mihailovicia z 13 lutego, Đurišić pisał o tym, że zamordował 9200 muzułmanów, w tym 1200 członków samoobrony i około 8000 kobiet, dzieci i osób starszych.
W marcu Đurišić zamordował w Goražde około 500 osób, głównie kobiet, dzieci i osób starszych, kilka kobiet zostało zgwałconych. Całkowitą liczbę ofiar eksterminacji Đurišicia między styczniem a lutym szacuje się na 10 tys. osób. Liczba ofiar mogłaby być większa, gdyby nie to, że część muzułmanów na początku rzezi uciekła do Sarajewa. W nagrodę za kolaborację, 11 października 1944 roku, niemiecki generał Wilhelm Keiper w imieniu Hitlera wręczył mu Żelazny Krzyż drugiej klasy.
Za krwawe czystki etniczne odpowiedzialny jest też Ilija Trifunović-Birčanin. Dowódca ten operował w granicach Chorwacji i Bośni. Już 20 października 1941 roku podpisał umowę z włoskimi okupantami, sam lider czetników Mihailović był świadomy kolaboracji Trifunović-Birčanin i ją akceptował. Na początku 1942 r. współtworzył Czetnicką Dywizję Dinarską. We wrześniu płk Mihailović mianował go komendantem zachodniobośniackich, dalmatyńskich i hercegowińskich oddziałów czetnickich. Kolaborował z Włochami, uzyskując od nich pomoc w postaci wyposażenia, prowiantu i uzbrojenia. Jako lider partyzantki uważał, że jego celem jest „ustanowienie narodowego państwa serbskiego”, w którym „będą żyć wyłącznie prawosławni”. W styczniu włoski generał Lorenzo Dalmazzo spotkał się z czetnikami w celu namówienia ich do wspólnej operacji przeciwko ruchowi oporu.
W dniu 23 czerwca 1942 roku, Włosi wspomagani przez Trifunovicia oraz Birčanina utworzyli kolaboracyjne jednostki Antykomunistycznej Milicji Ochotniczej, jej celem było „unicestwienie komunizmu” i zwiększenie wpływów włoskich w regionie. Na początku października wziął udział w rozpoczętej przez Włochów operacji Alfa. 3–5 tys. czetników wzięło udział w operacji, w której według niepełnych danych wymordowano 543 katolickich i muzułmańskich cywilów, którzy mieli być nieprzychylni wobec ruchu czetnickiego. Czystkom etnicznym przeprowadzanym przez czetników sprzeciwił się włoski generał Roatta, który zagroził, że dalsze eksterminacje spowodują wstrzymanie włoskiej pomocy dla czetników.

## Ordre de Bataille
Do 1943 r. Królewskie Wojska Jugosłowiańskie w Ojczyźnie zostały zorganizowane w brygady jako najwyższy stopień formacji. W późniejszym okresie powstały korpusy, składające się na ogół z 3 do 5 brygad czetnickich. Ogółem powstało co najmniej 70 korpusów liczących od kilkuset do kilku tysięcy ludzi. Były one podporządkowane poszczególnym dowództwom zorganizowanym geograficznie.
- Najwyższe Dowództwo Królewskich Wojsk Jugosłowiańskich w Ojczyźnie
  - Głównodowodzący – król Piotr II Karadziordziewić
  - Szef Sztabu – płk Dragoljub Draža Mihailović
- Dowództwo Serbii
  - Komendant – gen. Miroslav Trifunović
  - Szef sztabu – mjr Dimitrije Antonović
    - Krajinski korpus
    - Mlavski korpus
    - Smederevski korpus
    - Avalski korpus
    - Rudnički korpus
    - I ravnogorski korpus
    - I šumadijski korpus
    - Oplenački korpus (Korpus Gorske garde)
    - Kosmajski korpus
    - Kolubarski korpus
    - Mačvanski korpus
    - Cerski korpus
    - Valjevski korpus
    - Požeški korpus
    - II ravnogorski korpus
    - Zlatiborski korpus
    - Javorski korpus
    - Varvarinski korpus
    - II šumadijski korpus
    - Rasinski korpus
    - Jastrebački korpus
    - Toplički korpus
    - Čegarski korpus
    - I kosovski korpus
    - II kosovski korpus
    - Vlasinski korpus
    - Nišavski korpus
    - Deligradski korpus
    - Timočki korpus
    - Knjaževački korpus
    - Južnomoravski korpus
    - Ivankovački korpus
    - Vardarski korpus
    - Resavski korpus
    - Jablanički korpus
- Dowództwo Czarnogóry i Raški (później rozdzielone)
  - Komendant – ppłk Đorđe Lašić, ppłk Pavle Đurišić
  - Szef sztabu – mjr Sava Vukadinović
- Dowództwo Czarnogóry
  - Komendant – ppłk Pavle Đurišić
  - Szef sztabu – mjr Rudolf Rade Perhinek
    - Limski korpus
    - Komski korpus
    - Durmitorski korpus
    - Nikšićki korpus
    - Ostroški korpus
    - Zetski korpus
    - Lovćenski korpus
    - Crmničko-primorski korpus
    - Bokokotorski korpus
    - Dubrovački korpus
- Dowództwo Raški
  - Komendant – mjr Vojislav Lukačević
  - Szef sztabu – mjr Blagoje Knežević
    - I mileševski korpus
    - II mileševski korpus
- Dowództwo Wschodniej Bośni i Hercegowiny
  - Komendant – mjr Petar Baćović
  - Szef sztabu – mjr Danilo Salatić
    - Romanijski korpus
    - Drinski korpus
    - Nevesinjski korpus
    - Trebinjski korpus
    - Zenički korpus
- Dowództwo Zachodniej Bośni
  - Komendant – mjr Slavoljub Vranješević
  - Szef sztabu – kpt. Sergije Živanović
    - Bosansko-krajiški korpus
    - Srednjobosanski korpus
    - II srednjobosanski korpus

Pozostałe bośniackie korpusy:
- -     - Majevički korpus
    - Ozrenski korpus
    - Trebavski korpus
- Dowództwo Dinarskie (Czetnicka Dywizja Dinarska)
- Komendant – Momčilo Đujić
- Szef sztabu – mjr David Šoškić
  -     - Korpus „Gavrilo Princip”
    - I lički korpus
    - I dalmatinski korpus
    - II dalmatinski korpus
    - III dalmatinski korpus
- Dowództwo Górnej Liki i Chorwackiego Przymorza
  - Komendant – Dobroslav Jevđević
    - Ličkokordunaški korpus
    - Primorski korpus
- Dowództwo Słowenii i Istrii
  - Komendant – mjr Karlo Novak
- Dowództwo Vojvodiny
  - Komendant – mjr Dragiša Đ. Rakić
- Dowództwo Sremu
  - Komemndant – ppłk Dragomir Radovanović
- Dowództwo Sławonii
  - Komendant – płk Aleksandar Nikolić
- Dowództwo Belgradu
  - Komendant – mjr Žarko Todorović, mjr Radoslav Đurić, ppłk Dušan Manojlović, kpt. Ivan Pavlović, mjr Žarko Todorović, mjr Aleksandar Mihajlović
  - Szef sztabu – kpt. Branko Stanić, mjr Božidar Ranković
    - I beogradski korpus
    - II beogradski korpus
    - III beogradski korpus
    - IV beogradski korpus
    - V beogradski korpus

## Nawiązania
Do tradycji czetników powróciły serbskie jednostki paramilitarne podczas wojen secesyjnych w Jugosławii, które wspólnie z Jugosłowiańską Armią Ludową uczestniczyły m.in. w oblężeniu Vukovaru oraz toczyły walki na terenie Chorwacji i Bośni.

## Inne znaczenia terminu „czetnik”
Inne znaczenia:
- oddziały serbskie z czasów wojny w Jugosławii,
- w XIX wieku uczestnicy walk wyzwoleńczych przeciwko Turcji na Bałkanach,
- kierowane przez komunistów oddziały partyzanckie, które powstały w Bułgarii po przewrocie w 1923,
- członkowie serbskich organizacji kombatanckich w Jugosławii w okresie międzywojennym.